# Carex brasiliensis
Carex brasiliensis là một loài thực vật có hoa trong họ Cói. Loài này được A.St.-Hil. mô tả khoa học đầu tiên năm 1833.